# Houghton-le-Spring
Houghton-le-Spring (/ˈhoʊtən/) este un oraș în comitatul Tyne and Wear, regiunea North East, Anglia. Orașul se află în districtul metropolitan Sunderland.